# Fru Marianne (TV-serie)
Fru Marianne är en svensk-dansk TV-serie från 2001, i regi av Carin Mannheimer.

## Handling
Marianne är en bortskämd ung stadsflicka, som gifter sig med bonden Börje. Hon har svårt att anpassa sig och hitta någon uppgift i huset. Marianne och Börje känner egentligen inte varandra och är ganska olika. Så kommer Börjes bäste vän Pål och hälsar på. Pål och Marianne kommer bra överens, nästan för bra ...

## Om TV-serien
Första avsnittet premiärvisades på SVT1 26 mars 2001. Som förlaga har man Victoria Benedictssons roman Fru Marianne som kom ut 1887.  

## Rollista (i urval)
- Cecilia Frode - fru Marianne
- Per Morberg - Börje
- Siw Erixon - fru Björk
- Loa Falkman - herr Björk
- Björn Bengtsson - Walter
- Eric Ericson - Karl
- Albin Holmberg - Hakvin
- Gerhard Hoberstorfer - Pål
- Boel Larsson - fru Lindberg
- Camilla Larsson - fru Jespersson
- Åsa Persson - Ida
- Göte Fyhring -  herr Trulsson
- Jan-Erik Emretsson -  drängen Sven
- Emy Storm - fru Landén